# غدة بصلية إحليلية
الغدة البصلية الإحليلية (bulbourethral gland) والمعروفة أيضًا باسم غدة كوبر على اسم عالم التشريح ويليام كوبر، هي واحدةٌ من الغدتين الصغيرتين خارجتي الإفراز في الجهاز التناسليّ لدى ذكور الثدييات بما في ذلك البشر، ويقابلهما في الإناث الغدتان الدهليزيتان الكبيرتان والمعروفتان باسم «غدتي بارتولين». وتعد غدة كوبر إحدى الغدتين القنويتين الصغيرتين الموجودة في الجهاز التناسلي للذكور ووظيفتها افراز سوائل تحافظ على حيوية ونشاط النطف. وتقابلها في الإناث غدد بارثولين.

## الموقع
تقع غدتا كوبر على جانبي الجزء الغشائي من الخلف من الإحليل أو مجرى البول أسفل القضيب، وذلك بين طبقتي اللفافة البولية التناسلية في الجيبة العجانية العميقة، ويحيط بهما الألياف العرضية لعضلة المصرّة للإحليل الغشائي.وتكون غدة كوبر العدد 2 بحجم عادة تكونان حبة البازيلاء، تقعان على جانبي البروستاتا الأماميين. وظيفتها الأساسية إفراز بضع قطرات قاعدية إلى داخل قناة البول لشطفها من الحوامض وذلك مباشرة بعد حدوث الانتصاب لدى الذكر وقبل القذف. هذه المادة المفرزة ترطب الحشفة (رأس القضيب) لتسهيل عملية الجماع.

## الإجزاء الرئيسية
غدد كوبر وتتألف من جزئين علي جانبي مجري البول:وهي أجزاء مزدوجة عند الجانبين يبلغ حجمها حجم البسلة الصغيرة وتشترك غدد كوبر مع الممر البولي في إفراز قدر صغير من سائل شفاف قلوي لزج جدا(المذي) ونفرز بتأثير التهيج الحسي وتساعد علي جعل قمة العضو لزجة سهلة الانزلاق مما يسهل دخول العضو في المهبل. ويظن الكثير من الشبان أن كثرة إفراز هذا السائل فيه فقدان للمني فيشتد قلقهم من ذلك وهنا أمر خاطيء فليس هذا إلا إعدادا للجسم للملامسة كما يفصح عن شهوات النفس ورغباتها.

## الهيكل
تُعد غدتا كوبر من الغدد السنخية النبيبية المركبة، ويبلغ حجم كل واحدةٍ تقريبًا حجم حبة البازلاء، ويتكونان من مجموعةٍ كبيرة من الفصيصات المدعومة معًا بغلافٍ ليفيّ، ويتكون كل فصيصٍ من عددٍ من العنيبات التي تبطنها مجموعةٌ من الخلايا الظهارية العمودية، ويصب كل فصيصٍ في قناةٍ تتصل بقنوات الفصيصات الأخرى لتشكل في النهاية قناةٍ مفرغةٍ واحدة، ويبلغ طول هذه القناة حوالي سنتيمترين ونصف (2.5 سم)، وتصب في الإحليل أسفل القضيب، ويقل حجم الغدتين تدريجيًا مع تقدم السن.

صورة تشريحية للبروستاتا توضح مكان غدتي كوبر ضمن ألياف المصرّة الإحليلية الخارجية أسفل غدة البروستاتا.

[هل المصدر موثوق به؟]

## الوظيفة
للغدة عدة وظائف منها إنتاج المذي. وهو سائل شفاف يخرج عند الإثارة الجنسية. وهذا السائل يساعد على تطهير قناة الإحليل من بقايا البول والبكتيريا، ويساعد أيضاً في انزلاق القضيب.
وعند الشعور بالإثارة الجنسية تفرز كلُ غدةٍ من غدتي كوبر سائلاً ملحيًا شفافًا ولزجَ القوام يُعْرَفُ باسم المذي، ويساعد هذا السائل على تليين مجرى البول لتسهيل مرور الحيوانات المنوية، كما يعمل على معادلة الآثار الحمضية للبول في الإحليل، بالإضافة إلى طرد بقايا البول أو الأجسام الغريبة خارج الجسم، كما يمكن لهذا السائل أن ينقل بقايا الحيوانات المنوية الموجودة في بصلة القضيب من عمليات القذف السابقة، ويحملها خارج الجسم قبل عملية القذف التالية، كذلك تقوم غدتا كوبر بإنتاج كميةٍ من المستضد البروستاتي النوعي (PSA)، وفي حالة وجود أورامٍ في غدتي كوبر يزداد معدل إنتاج المستضد مما قد يشير إلى احتمالية الإصابة بسرطان البروستاتا.[بحاجة لمصدر]

## معرض الصور

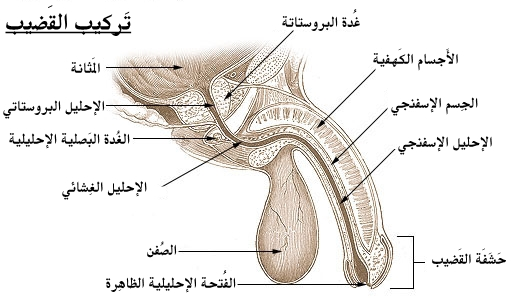
الإجزاء الرئيسية في القضيب
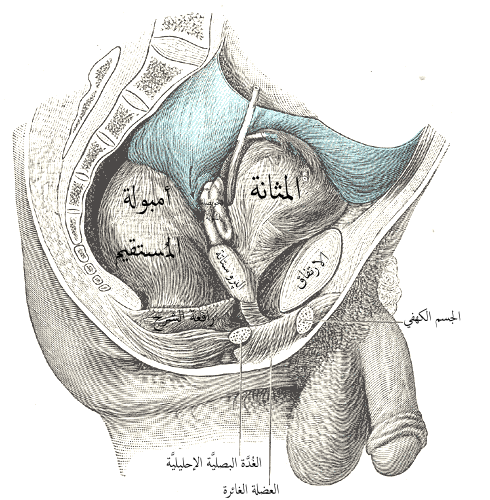
أعضاء الحوض للذكر من الجهة اليمنى.
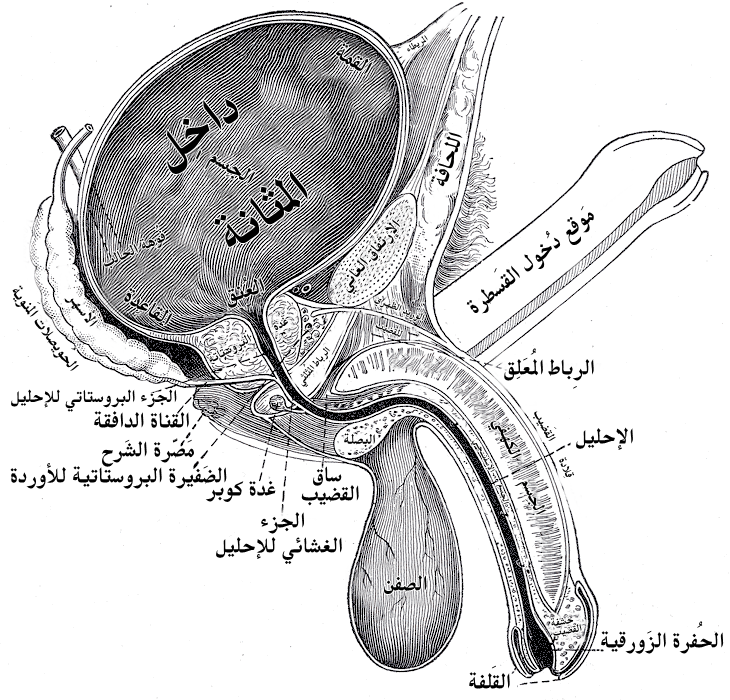
مقطع طولي للمثانة، القضيب والإحليل.